# Габриэль, Р'Бонни
Р'Бонни Нола Габриэль (англ. R'Bonney Nola Gabriel; род. 20 марта 1994, Хьюстон, Техас) — американская фотомодель, дизайнер и королева красоты, которая была коронована как «Мисс Вселенная» 2022, став девятой девушкой из Соединённых Штатов Америки, завоевавшей этот титул, а также самой возрастной участницей, получившей эту корону, побив предыдущий рекорд Альмы Андреа Меса Кармоны из Мексики. Габриэль ранее была коронована как «Мисс США 2022», а также стала первой американкой филиппинского происхождения, выигравшая конкурс красоты «Мисс Вселенная».

## Биография
Р'Бонни Нола Габриэль родилась 20 марта 1994 года в Хьюстоне, штат Техас, в семье филиппинца Ремихио Бонзона «Р. Бон» Габриэля и матери-белой американки Даны Уокер, которые поженились на Филиппинах. Она росла в Миссури-Сити, а затем во Френдсвуде с тремя старшими братьями. Ее отец родился в Маниле на Филиппинах откуда иммигрировал в штат Вашингтон в возрасте 25 лет. Позже получил степень психолога в Хьюстонском университете, а затем открыл автомастерскую. Её мать была родом из Бомонта, штат Техас. Габриэль провела некоторое время в Маниле в детстве, играя на затопленных улицах и с большим интересом наблюдая за филиппинскими фестивалями и праздниками.
Затем Габриэль успешно окончила Университет Северного Техаса со степенью бакалавра в области дизайна одежды. Она работает дизайнером, создающим экологичную одежду, и моделью, а также инструктором по шитью в некоммерческой организации.
Её первое участие в конкурсе произошло, когда она присоединилась к конкурсу «Мисс Кема США 2020» (англ. Miss Kemah USA 2020), где вошла в пятерку финалисток. В 2021 году участвовала в конкурсе «Miss Texas USA» как мисс Харрис Каунти и заняла первое место, опередив Викторию Инохос из Мак-Аллена.
Посде победы в Техасе США она продолжила представлять штат на Мисс США 2022, где впоследствии она была коронована как Мисс США, став первой Мисс США филиппинского происхождения.
С ее коронацией Габриэль стала второй после Челси Смит техасской обладательницей титула Мисс Вселенная (1995).
В качестве Мисс Вселенной Габриэль побывала в Индонезии, Таиланде, Малайзии, Вьетнаме, на Филиппинах, в Гватемале и в различных городах своей родной страны.